# Triepeolus rufithorax
Triepeolus rufithorax är en biart som beskrevs av Graenicher 1928. Triepeolus rufithorax ingår i släktet Triepeolus och familjen långtungebin. Inga underarter finns listade i Catalogue of Life.